# Venturia sundaica
Venturia sundaica är en stekelart som beskrevs av Maheshwary 1977. Venturia sundaica ingår i släktet Venturia och familjen brokparasitsteklar. Inga underarter finns listade i Catalogue of Life.